# Crisi política a Somàlia de 2021
La crisi política somali de 2021 és una important crisi política que va esclatar després que el president Mohamed Abdullahi Mohamed (també conegut com a Farmajo) es negués a deixar el seu càrrec el 8 de febrer de 2021, quan acabava el seu mandat presidencial. Es va sortir del full de ruta pactat amb l'oposició el 17 de setembre de 2020 i el president Farmajo va voler continuar de manera inconstitucional en el poder insistint en l'extensió del seu mandat amb l'oposició frontal de l'oposició i dels estats autònoms Jubaland i Puntland.
L'agitació política s'ha intensificat des de llavors, amb protestes antigovernamentals que es van produir després de la decisió del govern de retardar les eleccions presidencials de 2021 a Somàlia, i a les quals van assistir milers de partidaris de l'oposició, onejant i sostenint la bandera somali i demanant la dimissió del govern. Les tensions van augmentar quan es van registrar trets durant les manifestacions del 19 i 20 de febrer a Mogadiscio. Els manifestants pretenen dur a terme concentracions de protesta durant les pròximes setmanes i demanar un successor a Mogadiscio. L'onada de protestes té com a objectiu derrocar al govern i programar les eleccions presidencials de 2021 a Somàlia al més aviat possible i, amb sort, posar fi a la crisi política i a l'agitació.
Per la seva banda, el president de facto Farmajo va continuar les negociacions polítiques amb l'oposició i amb dos dels cinc estats que componen Somàlia per acordar la celebració de les eleccions presidencials. Després que no s'arribés a cap acord, la cambra baixa del Parlament somali va aprovar una pròrroga de dos anys més en el mandat presidencial de Farmajo, no només amb el fort rebuig de l'oposició i dels dos estats autònoms sinó també de la cambra alta del Parlament, diversos expresidents i part de la comunitat internacional. Abans de la celebració de la sessió parlamentària, la màxima autoritat policial de la capital somali va ordenar que la suspenia i va instar el primer ministre Mohamed Husein Roble que assumís el control i arribés a un consens transversal. El comandament policial fou cessat.
L'1 de maig, Farmajo va renunciar l'ampliació extraconstitucional del seu mandat per rebaixar les tensions. En una compareixença davant el Parlament, ha confirmat que torna a donar suport al acord signat el 17 de setembre de 2020.

## Reaccions
- - El 10 de març de 2021, les Nacions Unides, la Unió Africana i l'Autoritat Intergovernamental pel Desenvolupament, van expressar en un comunicat conjunt la seva «seriosa preocupació que l'estancament polític estigui impactant negativament en la pau, seguretat, estabilitat i prosperitat de Somàlia» i altres països de la regió.[10]

- Unió Europea - L'Alt representant de la Unió Europea per a Afers exteriors i Política de Seguretat Josep Borrell va amenaçar amb «mesures concretes» si no es reprenen immediatament les converses sobre la celebració d'eleccions.[11]
- Estats Units - El Secretari d'Estat Antony Blinken s'ha mostrat decepcionat per l'aprovació de l'extensió del mandat presidencial i ha afirmat que «tals accions serien profundament divisives, soscavarien el procés de federalisme i les reformes polítiques que han estat en el centre del progrés del país i de la col·laboració amb la comunitat internacional, i desviarien l'atenció de la lluita contra Al-Xabab».[11]
- Somalilàndia - L'estat independent de facto va expressar la seva greu preocupació «pels esdeveniments antidemocràtics i desestabilitzadors que s'estan produint al nostre país veí, Somàlia».[12]
- Turquia - El ministeri d'Afers Exteriors insta «al Govern Federal i als Estats membres Federals a reunir-se i resoldre les disputes amb un diàleg inclusiu i constructiu sobre la base del consens aconseguit el 17 de setembre de 2020 i destaquem la importància de celebrar les eleccions sense més demora».[13]